# Aristolochia argentina
Aristolochia argentina är en piprankeväxtart som beskrevs av August Heinrich Rudolf Grisebach. Aristolochia argentina ingår i släktet piprankor, och familjen piprankeväxter. Inga underarter finns listade i Catalogue of Life.